# 154005 Hughharris
154005 Hughharris è un asteroide della fascia principale. Scoperto nel 2002, presenta un'orbita caratterizzata da un semiasse maggiore pari a 2,5426042 UA e da un'eccentricità di 0,1222815, inclinata di 15,77652° rispetto all'eclittica.